# Gunnar Sträng

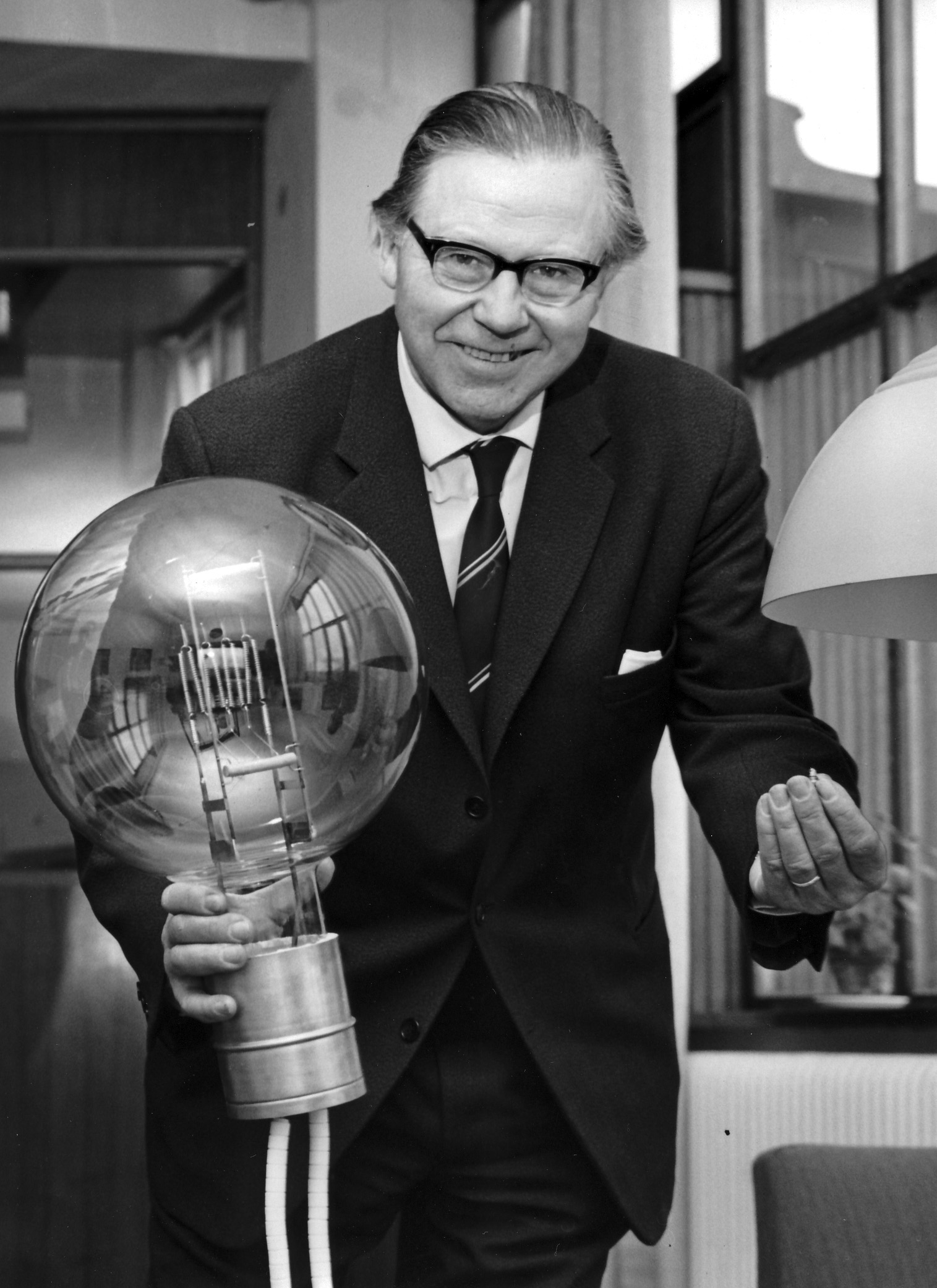
Gunnar Sträng, 1961

Gunnar Georg Emanuel Sträng (Aussprache [ˌgɵnːaɹ ˈstɹɛŋː], * 23. Dezember 1906 in Järfälla; † 7. März 1992 in Stockholm) war ein schwedischer Politiker und Mitglied der schwedischen Sozialdemokraten. Von 1955 bis 1976 war er Finanzminister in Schweden.

## Jugendzeit
Gunnar Sträng wuchs in Lövsta in der Nähe von Järfälla bei Stockholm auf. Er kam aus einfachen Verhältnissen. Sein Vater arbeitete bei der Müllabfuhr und der junge, wissbegierige Gunnar konnte dort interessante Bücher lesen, die eigentlich verbrannt werden sollten. Nach Abschluss der Volksschule 1920 begann auch er bei der Müllabfuhr, wurde aber bald wegen Arbeitsmangel freigestellt. Er schlug sich zeitweise als Gelegenheitsarbeiter, u. a. mit Schneeschaufeln in Stockholm, durch. 1925–26 absolvierte er einen Kurs in Landwirtschaft auf der Volkshochschule in Västerhaninge. Nach seinem Examen bekam er eine Anstellung als Landarbeiter.

## Gewerkschaft
1927 wurde Gunnar Sträng Mitglied bei der Gärtner-Gewerkschaft in Hässelby und 1926 wurde er dort Vorstandsmitglied und Sekretär. Am 19. Mai 1928 kam es zum Streik dieser Gewerkschaft, bei dem Sträng aktiv als Agitator teilnahm. 1930 wurde Sträng zum Ombudsmann der Landarbeiter-Gewerkschaft Lantarbetarförbundet gewählt. Nun fuhr er auf dem Fahrrad durch ganz Schweden und warb neue Mitglieder an. 1938 bekam Gunnar Sträng den Posten des zweiten Vorsitzenden des Lantarbetarförbundet und am 1. Januar 1938 wurde er dessen erster Vorsitzender.

## Minister
Die Sozialdemokratische Partei hatte im Herbst 1932 die Regierungsmacht in Schweden unter Premierminister Per Albin Hansson übernommen. Dieser setzte Gunnar Sträng 1945, als beratenden Minister für landwirtschaftliche Fragen, in der Regierung ein. Nun begann eine steile Karriere für Gunnar Sträng. 1947 wurde er Volkshaushaltsminister, 1948 Landwirtschaftsminister, 1951 Sozialminister und 1955 wurde er schließlich Finanzminister. Diesen Posten hatte er 21 Jahre lang inne, bis die Sozialdemokraten 1976, nach über 40 Jahren an der Macht, die Wahl verloren.
1946 wurde er erstmals in den Reichstag gewählt, dem er bis 1985 angehörte.

## Sträng und Lindgren
Am 10. März 1976 publizierte Astrid Lindgren ein satirisches Märchen mit dem Titel Pomperipossa i Monismanien in der Tageszeitung Expressen. In diesem polemischen Märchen ironisierte Lindgren über das schwedische Steuersystem mit seinen extremen Auflagen, was in ihrem Fall bedeutete, dass sie auf gewisse, freiberufliche Einkommen, mehr Steuern bezahlen musste, als sie einnahm, nämlich 102 %.
Als der etwas selbstherrliche Sträng diesen Artikel gelesen hatte, meinte er: Ja, Märchen erzählen, das kann Frau Lindgren, aber rechnen kann sie nicht, aber das begehrt ja auch niemand von ihr. Das hätte er nicht sagen sollen, denn am folgenden Tag konterte Astrid Lindgren in einem Radiointerview: ...aber das begehre ich von Gunnar Sträng...denn ich habe die Zahlen vom Finanzamt. Sträng kann Märchen erzählen, rechnen kann er anscheinend nicht. Wir sollten den Job tauschen, er und ich. Das war aus dem Herzen der Schweden gesprochen. Viele nehmen an, dass dieses Ereignis, mitten im Wahlkampf, den Sozialdemokraten letztlich den Wahlsieg kostete.
Strängs Nachfolger auf dem Posten des Finanzministers wurde der Parteivorsitzende der Moderata Samlingspartiet Gösta Bohman (1911–1997), er senkte den Grenzsteuersatz von maximal 102 % auf gut 80 %.